# Cotton (Suffolk)
Cotton – wieś w Anglii, w hrabstwie Suffolk, w dystrykcie Mid Suffolk. Leży 24 km na północ od miasta Ipswich i 116 km na północny wschód od Londynu. Miejscowość liczy 510 mieszkańców.